# Mainbocher fűző
| Horst P. Horst: Mainbocher fűző           | Horst P. Horst: Mainbocher fűző           |
| Kattints az alábbi külső linkek egyikére! | Kattints az alábbi külső linkek egyikére! |
| ----------------------------------------- | ----------------------------------------- |
| Nem található szabad kép.(?)              |                                           |
| külső link · jogvédett                    | smarthistory.org                          |

A Mainbocher fűző (Mainbocher Corset) Horst P. Horst német származású fényképész leghíresebb és legtöbbet idézett fotója, melyet 1939 augusztusában, közvetlenül a második világháború kitörése előtt készített a francia Vogue magazin számára.

## A fénykép
Horst a magazin párizsi műtermében fotózta le a Mainbocher által tervezett fűzőt. Modelljét egy fa mellvéd mögé állította, ettől a hangsúly a felsőtest és a fűző felé tolódott. A fényképen kevés a részlet, ami elvonná a figyelmet, csak a fűző szalagja lóg le hanyag könnyedséggel a paravánról. Horst munkáin érezhető az antik világhoz, a görög női szépséghez való vonzódása. A képen a modell háttal áll, de arcát még így is eltakarja. Teste úgy hat, akár egy antik szobor, mintha egy görög istennő volna. Az drámai fények csak fokozzák ezt a hatást. „A világítás bonyolultabb, mint hinnék. Úgy tetszik, mintha csak egy fényforrás lenne. Valójában több reflektor és csúcslámpa volt. Nem igazán tudom, hogyan csináltam. Nem lennék képes megismételni” – nyilatkozta Horst a kép készítéséről. A modell különösen karcsú dereka retusálás eredménye, ami szabad szemmel is kivehető fotón.
Bár a kép a francia Vogue októberi különszámához készült, de a megjelenést megakadályozta a második világháború kitörése: 1939. szeptember 1-jén Németország lerohanta Lengyelországot. A lap nem jelent meg egészen decemberig. Horst felvétele végül a decemberi szám 35. oldalán jelent meg bélyegkép formájában. A háborútól tartva Horst a fotózás után nem sokkal elhagyta Franciaországot. „Ez volt az utolsó kép, amelyet Párizsban készítettem a háború előtt” – emlékezett vissza később. – „Hajnali négykor hagytam el a stúdiót, hazamentem, fogtam a poggyászomat, és mentem a hétórás vonathoz Le Havre-ba, hogy aztán a Normandia nevű hajóra szálljak. Mind éreztük, hogy jön a háború. Túlságosan sok volt a fegyver és a beszéd. És az ember tudta, hogy bármi lesz is, az élet egészen más lesz. Párizsban családot alapítottam, berendezkedtem. A ruhák, a könyvek, a lakás, minden ott maradt. Én Németországot hagytam el, Huene Oroszországot, most újra ezt a fajta veszteséget éltük át. Ez a kép számomra különleges – számomra annak a percnek az esszenciája. Miközben készítettem, azokra a dolgokra gondoltam, amelyeket el kellett hagynom.”